# ميكروباكيسيفالوصور
ميكروباكيسفالوصور (يعني "سحلية صغيرة سميكة الرأس") هو جنس منقرض من الديناصورات هامشية الرأس القاعدية يحتوي فقط على النوع النموذجي ، ميكروباكيسفالوصور هونغتويانينسيس . عاش في الصين خلال العصر الطباشيري المتأخر ( الكامباني ) وتم العثور عليه في تكوين جيانججوندينج .
يحمل المايكروباكيصفلاصور أطول اسم بين جميع الديناصورات، حيث يتكون من 23 حرفًا في اسم الجنس وحده، بينما يحتوي الاسم الثنائي الكامل على 37 حرفًا. 

## الاكتشاف والتسمية
تم العثور على النموذج الأولي IVPP V5542 على جرف جنوب غرب لايانج ، مقاطعة شاندونغ ، بالقرب من محطة قطار هونغتويان في الصين. تم تسمية البقايا ووصفها من قبل دونج زيمينج في عام 1978 بأنها تنتمي إلى الجنس والنوع الجديد Micropachycephalosaurus hongtuyanensis ،  والذي افترض بشكل غير صحيح أنه تم اكتشافه في تكوين وانجشي .
يتكون IVPP V5542 من المربع الأيسر، صف أسنان جزئي به سبعة أسنان، صف أسنان جزئي آخر بدون أسنان محفوظة، سن واحدة مفكوكة، فقرة سفلية جزئية، مراكز ثلاث فقرات ظهرية خلفية واثنتين عجزيتين، مرتبطة بانطباعات الأشواك العصبية للفقرة الظهرية الخلفية وأربع فقرات عجزية، أربع فقرات ذيلية جزئية محفوظة في مفصل قريب مع أشكال متعرجة مرتبطة، مراكز معزولة لسبع فقرات ذيلية (واحدة بقوس عصبي جزئي)، قوس عصبي سفلي جزئي معزول واحد، عظم حرقفة أيسر جزئي، عظم الفخذ الأيسر، والجزء القريب من قصبة الساق اليسرى.  وقد وصف دونج (1978) بإيجاز، لكنه لم يحدد، جداريًا وقشريًا كان من المفترض أن ينتميا أيضًا إلى النمط الأصلي،  لكن بتلر وزهاو (2009) لم يتمكنا من تحديد مكانهما. 
من المرجح أن المايكروباكيصفلاصور نما حتى وصل إلى 1 متر (3.3 قدم) فقط عند النمو بالكامل وكان ديناصورًا ثنائي الأرجل وآكلًا للأعشاب . 

## تصنيف
وصفه عالم الحفريات دونج زيمينج في الأصل بأنه عضو في فصيلة العظائيات سميكة الرأس ، وهي مجموعة من الحيوانات العاشبة ذات الرأس المقبب ثنائية الأرجل. ومع ذلك، فإن إعادة تقييم عائلة العظائيات سميكة الرأس بواسطة سوليفان في عام 2006 أثارت الشك حول هذه المهمة.
كما فشلت الدراسة الإضافية للنمط الأصلي التي أجراها بتلر وزهاو في عام 2008 في العثور على أي خصائص تربط بين الميكروباكيسيفالوصور والباكيسيفالوصورات. إن القطعة الوحيدة من الأدلة التي يمكن أن توفر هذا الرابط، وهي سقف الجمجمة السميك المفترض، كانت مفقودة من مجموعة الحفريات التي فحصها العلماء، وبالتالي لا يمكن استخدامها لدعم أو دحض تصنيفها الأصلي. لذلك صنفها بتلر وتشاو على أنها عضو غير محدد في طيريات الحوض الحديثة .  أظهر التصنيف الفرعي الذي أجراه بتلر وآخرون (2011) أن المايكروباكيصفلاصور هو عضو أساسي في مثليات قرنيات الوجه .  بدلاً من ذلك، استعادت التحليلات التطورية التي أجراها فونسيكا وآخرون (2024) هذا التصنيف باعتباره نوعًا أساسيًا من أنواع الباكيصفلاصورات. 

## علم البيئة القديمة
تم العثور على المايكروباكيصفلاصور في تكوين جيانججوندينج من مجموعة ووانجشي الصينية.  يتكون تكوين جيانججوندينج من الحجر الرملي الأرجواني الرمادي أو البني المحمر أو من أنواع مختلفة من الحجر الطيني والتكتلات. تعتبر مجموعة وانجشي من التكوينات الجيولوجية بشكل عام من العصر الطباشيري المتأخر ، على الرغم من أن بعض المناطق أقدم. وبناءً على اكتشاف بيناكوصوروس ، المعروف فقط في أماكن أخرى في تكوين دجادختا أو مناطق من نفس العمر، افترض أن مجموعة وانجشي يبلغ عمرها ما بين 75 و71 مليون سنة. تم تحديد العمر المحدد لتكوين هونغتويا بما يتراوح بين 73.5 و72.9 مليون سنة. نظرًا لأن هونغتويا أقدم مباشرة من جيانججوندينج، فقد تم تحديد أن Tanius sinensis ، وهو معاصر لـ المايكروباكيصفلاصور ، عاش في الفترة من العصر الكامباني الأخير إلى الماستريخي المبكر بواسطة بوريندر في عام 2015. 
تم ترسيب تكوين جيانججوندينج في بيئة نهرية إلى بحيرية. كان المناخ دافئًا ورطبًا خلال معظم الفترة الزمنية، على الرغم من أنه بدأ في الجفاف بعد جيانججوندينج. تشمل التصنيفات التي عاشت جنبًا إلى جنب مع المايكروباكيصفلاصور في التكوين الانكيلوصور Pinacosaurus cf. grangeri ؛ الهادروصور Tanius sinensis ؛ الصوروبودات المتوسطة ؛ السيلوصورات المتوسطة ؛ و اللجئيات المتوسطة التي تظهر أوجه تشابه مع Nanhsiungchelyidae . وقد تم أيضًا تحديد مواقع متعددة لبيض الديناصورات. 